# Vahiny depereti
Vahiny depereti es la única especie conocida del género extinto Vahiny de dinosaurio saurópodo titanosaurio, que vivó a finales del período Cretácico, entre 70 a 66 millones de años durante el Maastrichtiense, en lo que es hoy Madagascar Sus fósiles fueron encontrados en depósitos del Cretácico Superior de la Formación Maevarano, al noroeste de Madagascar.
Vahiny fue descrito y nombrado originalmente por Kristina Curry Rogers y Jeffrey A. Wilson en 2014 y su especie tipo es Vahiny depereti. Sus fósiles han aparecido solo en la Formación Maevarano de Madagascar, junto con los de otro titanosaurio más común, Rapetosaurus krausei. Rapetosaurus es de hecho el dinosaurio más abundante entre la fauna de esta formación y es conocido de cientos de huesos, incluyendo múltiples esqueletos parciales y cráneos, mientras que otros taxones son sumamente raros, incluyendo a Vahiny identificado a partir de un neurocráneo parcial. Vahiny se distingue de otros titanosaurios por ciertas características de su neurocráneo, entre estas las tuberosidades basales, los procesos del basipterigoides, el paraesfenoides, y los forámenes de los nervios craneales. Las diferencias entre los neurocráneos de Vahiny y Rapetosaurus indican que no están relacionados de cerca entre sí. Vahiny es más parecido a Jainosaurus del Cretácico Superior de la India, y tiene similitudes con los géneros suramericanos Muyelensaurus y Pitekunsaurus.